# Schildola morio
Schildola morio är en insektsart som först beskrevs av Melichar 1951.  Schildola morio ingår i släktet Schildola och familjen dvärgstritar. Inga underarter finns listade i Catalogue of Life.